# Kurscheid
Kurscheid ist ein Ortsteil der Stadt Hennef im nordrhein-westfälischen Rhein-Sieg-Kreis.

## Lage
Das Dorf liegt an der Grenze zwischen den Städten Hennef und Königswinter, zwischen Siegtal und Pleiser Hügelland. Bonn als nächste Großstadt liegt etwa 25 km entfernt.

## Geschichte
Der Ortsname Kurscheid stammt vermutlich von Korn und Scheid ab, was so viel bedeutet wie die Grenze (Scheide) zwischen drei Zehntbezirken, die sich in Kurscheid trafen. Die Hauptabgabe war das Korn.
Kurscheid war eine Honnschaft, die mehrere Orte umfasste und ursprünglich zum Kirchspiel Geistingen, später zum Amt Blankenberg gehörte.
Die Besiedlung erfolgte zwischen dem 9. und 10. Jahrhundert von Geistingen (heute Stadtteil von Hennef) aus. Im Jahre 1075 wurde Kurscheid als „cornsceid“ in einem Schreiben des Kölner Erzbischofs Anno II. an die Abtei Siegburg erstmals urkundlich erwähnt.
Im Dreißigjährigen Krieg durchzogen schwedische Truppen der Protestantischen Union unter General Baudissin, die von Linz nach Blankenberg gelangen wollten, den Ort und zerstörten einzelne Gebäude.
Im Jahre 1689 brach nach dem Einfall französischer Truppen die Rote Ruhr (Dissenterie) im Kirchspiel aus und forderte viele Menschenleben.
Der Hauptarbeitgeber in den folgenden Jahrhunderten war der Bergbau, besonders von Basalt und Quarzit.
Im Zweiten Weltkrieg wurde Kurscheid am 21. März 1945 nach schweren Kämpfen von alliierten Truppen eingenommen.
Bis 1934 gehörte Kurscheid zur Gemeinde Geistingen.
Der an Kurscheid angrenzende Ort Broichhausen wurde in den 1970er Jahren mit Kurscheid zusammengelegt. Für den dann weggefallenen Ortsnamen wurde dann die Durchgangsstraße in Broichhausener Straße umbenannt.